# Lycorina ranaivo
Lycorina ranaivo là một loài tò vò trong họ Ichneumonidae.